# Nathalie Delcroix
Nathalie Delcroix (Kapellen, Amberes; 14 de febrero de 1976) es una cantante belga flamenca, que comenzó su carrera y alcanzó su mayor fama como integrante del trío folk Laïs.

## Infancia y juventud
Nathalie Delcroix nació en Kapellen (Amberes), hija del ciclista Ludo Delcroix y sobrina del político Leo Delcroix. Creció en la ciudad de Kalmthout, donde practicó el ciclismo, compitiendo en algunas pruebas.

## Carrera musical
Nathalie Delcroix fue la última en incorporarse en 1994 al grupo folk flamenco Laïs, donde sustituyó a Soetkin Collier. Con este grupo ha publicado cinco LP de estudio, tres con Wild Boar Music: Laïs (1998), Dorothea (2000) y Douce victime (2004); y dos con Bang!: The Ladies' Second Song (2007) y Laïs Lenski (2009). Además de otras publicaciones como EP, sencillos, álbumes en directo o recopilatorios, y varias colaboraciones con otros artistas afines.
Nathalie hizo los coros en cuatro canciones del álbum debut de Admiral Freebee (2003), entre ellas de su exitoso tercer sencillo, «Rags 'n' Run». Junto con Eva De Roovere y Wigbert Van Lierde cantó «Jambalaya (On the Bayou)», con la que participó en el festival Na Fir Bolg. En 2004 cantó en varias ocasiones con el grupo Prima Donkey, que incluía a Gunter Nagels de Donkey Diesel y a Rudy Trouvé. Cantó también ese año en el álbum Let's Burn Down the Cornfield de The Seatsniffers. En 2007 cantó «Bakske vol met stro» en el álbum de homenaje a Urbanus titulado Urbanus Vobiscum. Con los demás miembros de Laïs, y junto a Roland Van Campenhout, interpretó «Hittentit» en ese mismo álbum. En 2008 fue uno de los vocalistas invitados en el álbum Bobbejaan, homenaje a Bobbejaan Schoepen y cantó con Bart Peeters en Peter Live un homenaje al entonces recién fallecido Wannes Van de Velde. Ha hecho coros al grupo de rock Gorki, y también a Johan Verminnen y a Spinvis.
En 2006 Nathalie actuó con Bjorn Eriksson, Zita Swoon y Maxon Blewitt en el escenario de De Nachten, cantando y tocando country y bluegrass. En otoño de 2010 se fue de gira por los centros culturales flamencos junto a Roland Van Campenhout y «las chicas del country» Eva Roovere y Tine Reymer, con el espectáculo Country Ladies - A Tribute. En 2011 puso coros a la canción «Sister Rosetta Goes Before Us» de la película The Broken Circle Breakdown (2012), en la que también puso voces Charlotte Vandermeersch.
Con su marido Bjorn Eriksson, Nathalie Delcroix forma el dúo de country y bluegrass Eriksson Delcroix. Juntos fueron nominados al premio al «Mejor Compositor» en los Music Industry Awards flamencos de 2014. Bajo el nombre The Partchesz publicaron en 2007 un disco de country que experimenta con el procesamiento electrónico de clásicos del género.